# Fernando Tejero
Fernando Tejero Muñoz-Torrero (Córdova, 24 de fevereiro de 1967) é um ator espanhol. Em 2004, ganhou o Prêmio Goya de melhor ator revelação pelo seu papel no filme Días de fútbol.